# 杉田護
杉田 護（すぎた まもる、1954年12月 - ）は、日本の植物学者。名古屋大学名誉教授。学位は、理学博士（名古屋大学・1984年）。専門は植物分子生物学。

## 来歴・人物
北海道札幌東高等学校、北海道大学理学部生物学科卒業。北海道大学大学院理学研究科博士課程中途退学。
佐々木喜美子教授の研究室に在学中に国立遺伝学研究所分子遺伝部に国内留学し、ここで初めて遺伝子をクローニングして塩基配列を決定する技術を習得した。1982年10月北海道大学理学部植物学教室の助手、その後1985年より2年間、カリフォルニア大学バークレー校に博士研究員として赴任。1984年 3月「タバコ葉緑体DNA逆位反復配列の末端領域の構造に関する研究」で名古屋大学より理学博士の学位を取得。1988年8月講師、1989年名古屋大学遺伝子実験施設（助教授）に転出、1998年名古屋大学大学院人間情報学研究科教授、2000年より遺伝子実験施設（遺伝子解析学分野）教授に配置転換。2020年3月定年退職し、同年4月1日に名古屋大学名誉教授。現在は名古屋大学大学院情報学研究科招聘教員として研究を行なっている。
植物オルガネラの分子生物学を専門に研究を行い、ヒメツリガネゴケの葉緑体ゲノムの全塩基配列の決定と、葉緑体形質転換技術の開発に成功した業績がある。

## 受賞歴
- 1986年 第2回井上科学研究奨励賞
- 1994年 日本遺伝学会奨励賞